# Лунная Библия
Лунная Библия (Lunar Bible) — это миниатюрный (2,5 x 2,5 см), напечатанный на микро-плёнке экземпляр Библии, который побывал в космическом путешествии на Луну.

### История
В 1967 году в результате пожара во время подготовки к полёту на Луну погибли все трое астронавтов «Аполлона-1». Среди них был Эдвард Уайт, ставший первым американским астронавтом, который совершил выход в открытый космос. В одном из интервью Уайт заявил, что мечтает когда-нибудь доставить на Луну экземпляр Библии. Джон Стаут, капеллан и научный сотрудник NASA, решил осуществить желание погибшего астронавта. 
На личные вещи астронавтов налагаются ограничения по объёму и весу.
Поэтому для доставки на Луну вместе с личными вещами экипажа требовалось найти самую маленькую Библию. Было решено напечатать Библию на микро-плёнке. Таким образом все 1245 страниц 773746 слов Библии уместились на маленьком кусочке плёнки.
Первые 512 Библий были отправлены на Луну с астронавтом Джимом Ловеллом на «Аполлоне-13». На борту «Аполлона-13» произошла авария, поэтому космический корабль, облетев Луну, вернулся на Землю. 
Следующая попытка доставить Библии на поверхность Луны осуществилась с запуском космического корабля «Аполлон-14». Эдгар Митчел получил от Джима Ловелла 300 из 512 Библий, облетевших Луну на корабле «Аполлон-13». 
5 февраля 1971 года Эдгар Митчел и Алан Шефард на лунном модуле «Антарес» высадились на поверхность Луны. В персональном пакете Эдгара Митчела на Луне побывали 100 «Лунных Библий». И ещё 200 экземпляров остались на орбите Луны в командном модуле.